# Venă cefalică
Vena cefalică , în anatomia umană, este o venă superficială localizată la nivelul brațului. 
Comunică cu vena bazilară prin vena cubitală mediană la nivelul  cotului și este localizată în fascia superficială de-a lungul suprafeței anterolaterale a mușchiului biceps branhial. 
În apropierea umărului, vena cefalică trece între mușchii deltoid și pectoral (canelura deltopectorală) și prin triunghiul deltopectoral, unde se golește în vena axilară . 

## Semnificație clinică
Vena cefalică este adesea vizibilă prin piele, iar locația sa în canelura deltopectorală este destul de consistentă, ceea ce face acest loc un candidat bun pentru acces venos. Conductele de stimulare cardiacă permanente sunt adesea plasate în vena cefalică în canelura deltopectorală. Vena poate fi utilizată pentru acces intravenos, deoarece canula cu aleză mare poate fi plasată cu ușurință.  Cu toate acestea, canularea unei vene la fel de aproape de nervul radial ca vena cefalică poate duce uneori la afectarea nervilor.  

## Istorie
De obicei, termenul cefalic se referă la anatomia capului. Când Canonul medicului musulman persan Ibn Sīnā a fost tradus în latina medievală, termenul cefalic fost ales din greșeală pentru a reda termenul arab al-kífal, însemnând „exterior”.  

## Imagini suplimentare

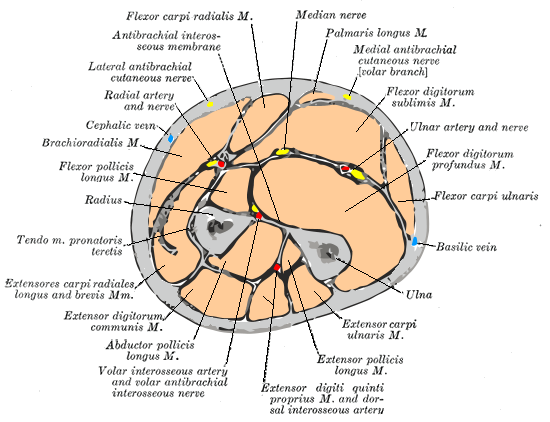
Secțiune transversală prin mijlocul antebrațului.
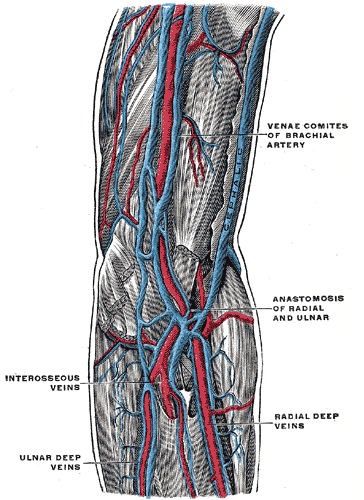
Venele profunde ale extremității superioare.
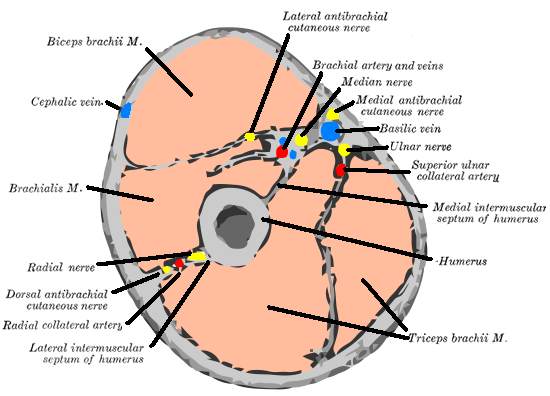
Secțiune transversală prin mijlocul brațului superior  (venă cefalică etichetată în stânga sus)
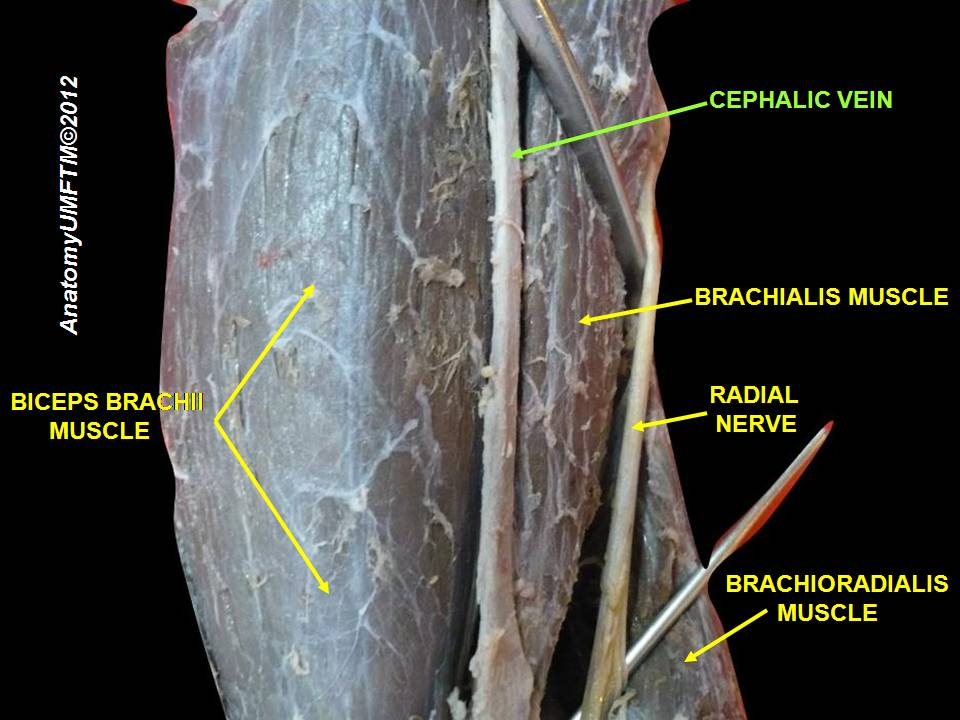
Venă cefalică, disecție
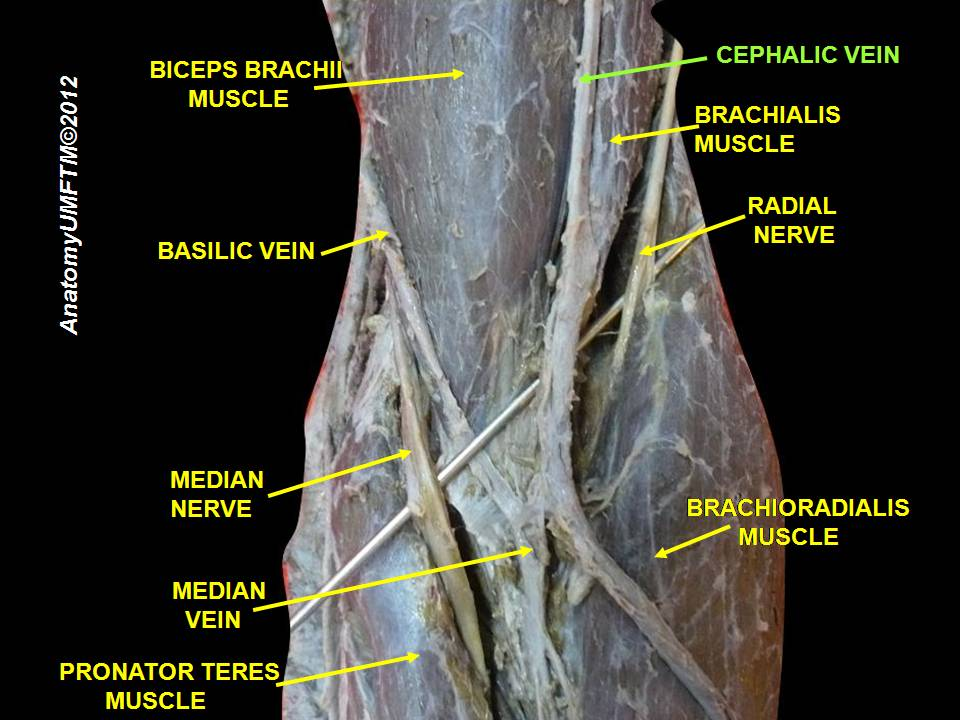
Venă cefalică, disecție